# Морпара
Морпара (порт. Morpará)  —  муниципалитет в Бразилии, входит в штат Баия. Составная часть мезорегиона Вали-Сан-Франсискану-да-Баия. Входит в экономико-статистический  микрорегион Барра. Население составляет 9462 человека на 2006 год. Занимает площадь 1731,929 км². Плотность населения — 5,5 чел./км².
Праздник города — 16 июля.

## История
Город основан в 1812 году.

## Статистика
- Валовой внутренний продукт на 2003 год составляет 14 234 119,00 реалов (данные: Бразильский институт географии и статистики).
- Валовой внутренний продукт на душу населения на 2003 год составляет 1570,23 реалов (данные: Бразильский институт географии и статистики).
- Индекс развития человеческого потенциала на 2000 год составляет 0,640 (данные: Программа развития ООН).